# جوزيف وليامز فانس جونيور
جوزيف وليامز فانس جونيور (بالإنجليزية: Joseph Williams Vance, Jr.)‏ هو ضابط أمريكي، ولد في 4 ديسمبر 1918 في ممفيس في الولايات المتحدة، وتوفي في 8 أغسطس 1942 في Ironbottom Sound ‏ في جزر سليمان.